# Plus lourd que le ciel
Plus lourd que le ciel (Heavier Than Heaven) est un livre, ouvrant une biographie du musicien Kurt Cobain écrite par Charles R. Cross. Elle a été publiée 7 ans après la mort du chanteur, en 2001, pour les 10 ans de l'album Nevermind du groupe.
Cette biographie va tenter de correctement montrer la vie du chanteur, tout en essayant de déconstruire le "Mythe Cobain", alimenté par les fans et le chanteur lui-même.

## Conception
L'auteur a mené plus de 400 interviews individuelles durant plus que quatre ans. Il a également obtenu l'accès à des revues privées de Cobain, paroles et photos, par sa veuve Courtney Love. Il ne tiendra cependant pas d'entretien avec Dave Grohl, batteur iconique de Nirvana. Cette absence va être une des raisons pour lesquelles le livre va être assez mal reçu.
Le titre Plus lourd que le ciel (Heavier Than Heaven) fait référence à une tournée de Nirvana avec le groupe Tad au Royaume-Uni.